# 安田美沙子
安田 美沙子（やすだ みさこ、1982年4月21日 - ）は、日本のタレント、女優、元グラビアアイドル。株式会社アーティストハウス・ピラミッドを経て、2020年からは個人事務所となった。

## 来歴

### 生い立ち
1982年、母親の実家がある北海道札幌市で、双子として生まれた。その後は京都府で育ち、京都府北部の大宮町（現京丹後市）の小学校に一年生まで在籍、小学校二年生から宇治に引越し、京都府立東宇治高等学校卒業、摂南大学国際言語学部中退。

### 経歴
摂南大学国際言語文化学部に在学中だった2001年4月、京都市のジェイアール京都伊勢丹の靴売り場でスカウトされて、芸能界デビュー。同年12月放送の番組 『美少女図鑑』（プロデュース=会田我路）が、テレビ初出演となった。
2002年、少年雑誌主催のコンテスト「ミスマガジン2002」において「ミスヤングマガジン」に選出され、知名度が上昇。これを機に芸能界での仕事が多忙になり学業との両立が困難になった事から、大学を中退。芸能事務所はカノックスフィルムに所属し、当時は同事務所に所属し同郷でもあった女優の田畑智子を憧れの人として挙げていた。この年から、安田の地元である京都を本拠とする消費者金融会社アイフルのCMに出演し、話題となった。
2003年、e-niceレーベル（徳間プロモーション）から歌手デビューを果たし、2004年には、サントリービールキャンペーンガールに選出された。2005年にはテレビドラマ 『熟年離婚』に出演し、連続ドラマにおける女優デビューとなった。同年暮れに公開された映画 『ルナハイツ』では、初の映画主演女優を務めている。
2014年3月14日、2012年春より交際していたデザイナーの下鳥直之と入籍し、2015年4月5日に挙式・披露宴を行う。2017年5月6日、第1子男児の出産を発表する。2020年2月23日に第2子を出産し、3月10日に報告。これに合わせ、前年の契約期間満了とともに所属事務所アーティストハウス・ピラミッドを退社したことを報告したが、これに対し会社側は「訴訟が係属中」との見解を公式サイトに示した。その後、2021年6月25日付で安田のホームページに、係争が全て終了したことが報告されている。

### 受賞歴
- 2002年（平成14年） 「ミスマガジン2002」コンテストに於いて、「ミスヤングマガジン」受賞。
- 2003年（平成15年） 『週刊プレイボーイ』の第6回トレカ大賞で新人賞受賞。
- 2004年（平成16年） 「サントリービールキャンペーンガール」。
- 2006年（平成18年） 第43回ゴールデン・アロー賞“グラフ賞”を受賞 （3月）。
- 2008年（平成20年） 第2回ブライダルジュエリープリンセス賞を受賞 （1月）。
- 2008年（平成20年） ジュエリーメーカー「Crossfor」イメージガール 2008年8月-2009年8月
- 2010年（平成22年） アメトーーク大賞グランプリ。
- 2012年（平成24年） 日本スイミングクラブ協会主催の第13回ベストスイマー賞を受賞。

## 人物

### エピソード
- 一人称は、「うち」。テレビ番組のトークでは、「うちは」や「めっちゃ」など、普段から京言葉と思わせるような言葉を多用し、おっとりとしたキャラクターを印象づけている。
- 中学校と高校では、バスケットボール部に所属し、ポジションはセンターだった。地元でプロバスケットボールチーム「京都ハンナリーズ」が発足した際、開幕戦のイベントに登場した。
- 犬を飼っており、犬種はビション・フリーゼで、名前は「はんな」である。
- 沖縄が好きで、「将来沖縄に住んでお菓子屋さんをしたい」としている[12]。
- 2009年1月、俳優の城田優との交際を自身のブログで公表[13]。しかし、2010年9月に程なく破局した。
- 『ミスマガジン』出身ながら、「週刊少年マガジン」のグラビアページへの単独初出演は2005年と遅かった。

### 家族
- 二卵性双生児の弟がいる。弟は現在は東京在住で既婚。
- 母親は北海道出身で、学生時代は長谷川初範と同級生だった[14]。ちなみに安田と長谷川とはドラマ、『熟年離婚』や『CAとお呼びっ!』での共演歴がある。

### 友人・知人
- 親友には同事務所で同い歳のタレント熊田曜子、他に、東原亜希、今井りか、山本梓、臼田あさ美、同事務所の夏川純などがいる。
- 高校の先輩である坂下千里子とは、テレビ番組『笑っていいとも』（フジテレビ）や『もしもツアーズ』での共演歴がある。

### 好きな人物
- フォークデュオ・ゆずのファンであり、いわゆる「ゆずっこ」である。テレビ番組で共演する機会があり、その際には2人に手作りのチーズケーキを振舞った。好きな男性のタイプとして、ゆずのリーダー、北川悠仁を挙げている。
- 音楽バンド、Aqua Timezは、テレビ番組での共演をきっかけにファンとなり、車での移動中のBGMとして好んでいる[注 2]

### マラソン・トライアスロン大会への参加
フルマラソンの完走実績も多く、メジャー大会にも出場することがある。
- 2008年12月、「JALホノルルマラソン2008」を完走した[16]。参加したきっかけは、自分にとりえがなかったことにコンプレックスを感じており、プロフィールに記載して自信を持ちたかったからとしており、トレーナーやスタッフと柔軟体操や、公園でジョギングをするなど半年間練習してから本番に挑んだ。2009年にも出場したものの、目標とした4時間切りは達成できなかった。
- 2009年3月22日、「東京マラソン2009」を完走した。中学の先輩に千葉真子がおり、千葉とは『オールスター感謝祭』の「赤坂5丁目ミニ駅伝」で谷川真理も加えてチームを組んでいた。
- 2011年1月23日、「第5回湘南国際マラソン」に参加し目標であった4時間切りを達成。3時間49分10秒で完走した。その後、マラソンを生かしてトライアスロンに挑戦すべく、水泳や自転車を習っている[17]が、これは『行列のできる法律相談所』の番組企画の一環として始めたものである。
- 2011年5月15日、鹿児島県の指宿で開催された「第25回指宿トライアスロン大会」に出場。51.5 km（スイム1.5 km・バイク40km・ラン10km）のコースを3時間35分53秒で完走した。これも上記の番組企画の一環であり、東野幸治・菊地幸夫弁護士・ノッチとともに出場した。
- 2011年9月4日、新潟県の佐渡で開催された「2011佐渡国際トライアスロン大会」のAタイプに、上記『行列〜』の企画で、東野幸治・菊地幸夫弁護士・ノッチとともに出場。236 km（スイム3.8 km、バイク190km、ラン42.2 km）のコースを、制限時間15時間30分で完走するレースで[注 3]、最後のラン32.3km地点のチェックポイントに制限時間の30秒遅れで入り、完走にはならなかった。
- 2012年3月11日、「名古屋ウィメンズマラソン2012」に出場。3時間44分56秒で完走した。

### 競馬にまつわるもの
- 2006年11月19日、JRA京都競馬場でのトークショーゲストと当日のメインレース・マイルチャンピオンシップの表彰式プレゼンターとして来場。その時に優勝したダイワメジャー号のファンになる。競馬に縁あって2007年年始からフジテレビ系東日本地域限定の競馬番組『うまなで〜UMA to NADESHIKO〜』に出演が決定した。
- 番組の企画で栗東トレーニングセンターで行なわれた2007年度皐月賞の共同記者会見に出席し、ドリームジャーニーを管理する池江泰寿調教師に対し代表質問を行う。
- 朝の1レースから馬券を購入している。戦績はあまり芳しくなかったが、蛯名正義騎手を中心に馬券を購入した際に大きく儲けたことがあり、それ以来蛯名を注目している[18]。
- 2007年5月26日放送分の日本ダービー予想では本命に大好きという牝馬のウオッカを抜擢。翌日番組収録を兼ねて東京競馬場に訪れていた安田は、ウオッカの勝利を目の当たりにして大泣きしたと翌日の『サンケイスポーツ』芸能面に掲載された。
- 2007年6月23日放送分で、うまなでさんから「抱きたい男の人は誰ですか?」と聞かれて「ゆずの北川悠仁さん」と答えてしまい、後で事の重大さに気付いて照れていた。
- 2009年5月17日、ヴィクトリアマイルの当日の自身のブログで「もちのろん、ウオッカに単勝1万円」と書き込んで見事に的中させた。6月7日の安田記念のときはウオッカの単勝に2万円を注ぎ込み、的中させた。
- 安田は日本中央競馬会のホームページの期間限定特設サイト「オークス七変化」「ダービー七変化」のメインキャラクターを担当していた。
- 2009年6月16日、自身のブログにて今年度メイクデビュー（2009年7月11日に札幌競馬場で初出走予定）の2歳馬に「ハンナリト」（牝2歳／小檜山悟厩舎／美浦トレーニングセンター）と命名したことを明らかにした[19]。
- 2009年（平成21年）6月20日の第1回札幌競馬初日イベントに出演。その際に自ら命名したハンナリト号にも面会した。
- 2010年10月3日の『ドラマチック競馬』（北海道文化放送）にゲスト出演。当番組司会者は『うまなで〜UMA to NADESHIKO〜』で共演した今井りかであった。
- 2011年からは、地元のKBS京都で『うまDOKI』の司会を務めることになり、前年12月8日の制作発表は京都競馬場で行われた[20]。
- 2011年9月11日、自身のブログでWIN5の予想を掲載したところ、的中した[21]。

## 出演

### テレビ（情報・バラエティ）
準レギュラー
- アッコにおまかせ!（2004年8月 - 、TBSテレビ）
- アメトーーク! （テレビ朝日）食べ物関連芸人の妄想再現VTRに相手役として出演（不定期）
  - 2012年4月25日 - ネギ
  - 2013年1月10日 - 餅
  - 2014年1月16日 - ショウガ
  - 2015年2月12日 - 明太子
  - 2017年1月19日 - 大根
  - 2019年6月12日 - 豆腐
  - 2022年1月27日 - キャベツ
  - 2023年1月19日 - コロッケ
- ノンストップ!（フジテレビ）

単発・ゲスト出演
- たかじんのそこまで言って委員会（読売テレビ）(2009年1月25日)
- 大人の山歩き〜自分に出会える百名山 （テレビ朝日）（2013年9月7日）
- ひまの湯（2013年10月6、13日、STV）
- 鉄道紀行 ニッポンぶらり鉄道旅 第3回 京急本線 (NHK BSプレミアム、2014年4月17日) - 旅人

過去のレギュラー・準レギュラー
- ヒデヨシ（2002年10月 - 2003年9月、中部日本放送）準レギュラー
- デジ屋台（2003年4月 - 9月、TBSテレビ）
- シブスタ S.B.S.T（2004年3月 - 2005年3月、テレビ東京）火曜日レギュラー
- 激走!GT（2004年4月 - 2005年3月、テレビ東京）レギュラー
- ハナタカ天狗（2005年4月 - 10月、TBSテレビ）準レギュラー
- ぶちぬき（2005年4月 - 2006年3月、テレビ東京）金曜日レギュラー
- うまなで〜UMA to NADESHIKO〜（2007年1月 - 12月、フジテレビ）レギュラー
- おはよう朝日です（2003年4月 - 2004年3月、朝日放送）トレンドリポーター
- 内村プロデュース（2000年4月 - 2005年9月、テレビ朝日）実際に出演したのは2004年以後
- クイズ!ヘキサゴンII（2005年11月 - 2009年5月、フジテレビ）不定期出演
- 今田ハウジング（2007年5月 - 2008年3月、日本テレビ）準レギュラー
- スーパー競馬（2007年9月 - 12月、フジテレビ）レギュラー
- 新3か月トピック英会話「出張!!ハートで感じる英語塾」（2007年10月 - 12月、再放送 2008年7月 - 9月、NHK教育）司会
- 宇宙でイチバン逢いたい人（2008年7月 - 2009年3月、日本テレビ）MC、ナレーション担当
- 月光音楽団（2005年4月 - 2009年9月、TBSテレビ）
- 直伝 和の極意「彩りの和菓子・春紀行」（2011年3月29日 - 5月31日、NHK教育）
- IMPACT （2010年4月 - 2011年3月、中部日本放送）
- 職人の麺工房（2010年10月 - 2013年3月、BS朝日）
- 祝女（2010年10月 - 2011年3月3日、NHK総合）不定期で放送される友近司会のミニコーナー「恋する方言」のレギュラーゲストとして
- うまDOKI（2011年1月 - 12月、KBS京都テレビ）
- 美沙子の月1 南青山 in 湯澤さん家（2011年4月 - 2012年3月、ニコニコ生放送）
- みちゃえる!（2011年4月 - 2012年3月29日、中部日本放送）
- TOKYO BRANDNEW GIRLS（2012年4月1日 - 2013年3月、テレビ東京）
- やすだの歩き方（2012年4月5日 - 2019年3月25日、中部日本放送→CBCテレビ）
- 安田美沙子のオンリーわん（2012年4月7日 - 6月30日、中部日本放送）
- 世界入りにくい居酒屋（2014年 - 2018年、NHK BSプレミアム）不定期出演
- 安田美沙子の技ありキッチン!（2014年10月1日 - 12月17日、TOKYO MXほか）
- 路線バスで寄り道の旅（テレビ朝日）
  - 2015年9月27日「新横浜～綱島～六角橋で「まだ知らない横浜」を思いっきり満喫の旅!!」
  - 2018年1月14日「鎌倉～藤沢～江の島で“冬しか見られない絶景”を巡る旅!!]
- ちちんぷいぷい（ - 2021年3月（番組終了）、毎日放送）京都企画をやる時の木曜に出演（不定期）

### テレビドラマ
- 塩カルビ（2002年10月、テレビ神奈川）ベッピン 役
- 乱歩R（2004年3月、読売テレビ）
- 金曜エンタテイメント・あゝ離婚式（2004年4月、フジテレビ）
- いちばん暗いのは夜明け前（2005年7月 - 9月、テレビ東京）ナオコ 役
- 熟年離婚（2005年10月 - 12月、テレビ朝日）土田友紀 役
- 一週間の恋（2006年1月、TBSテレビ）斉藤愛 役
- ロケットボーイズ（2006年1月 - 3月、テレビ東京）立花彩子 役
- 松本清張 けものみち（2006年1月 - 3月、テレビ朝日）小笠原愛 役
- 都立水商!（2006年3月、日本テレビ）丸山真由子 役
- CAとお呼びっ!（2006年7月 - 9月、日本テレビ）星菜々美 役
- ザ・コテージ（2006年7月、WOWOW）主演・高村志保 役
- 氷点（2006年11月、テレビ朝日） 加納由美 役
- 女子アナ一直線!（2007年7月 - 9月、テレビ東京）中武由衣 役
- 今日は渋谷で6時（2008年1月5日、フジテレビ）水内加奈 役
- ロス:タイム:ライフ（2008年3月、フジテレビ）涼宮みどり 役
- ハチワンダイバー（2008年5月 - 7月、フジテレビ）六車里花 役
- 任侠ヘルパー（2009年7月 - 9月、フジテレビ）堀井皐月 役
  - 任侠ヘルパー スペシャル（2011年1月9日）
- ホンボシ〜心理特捜事件簿〜（2011年1月 - 3月、テレビ朝日）六条舞 役
- カーネーション（2012年2月 - 3月、NHK）小原聡子 役
- 金曜プレステージ・Dr.検事モロハシ（2012年3月23日、フジテレビ）仁科恭子 役
- たべるダケ（2013年7月 - 9月、テレビ東京）相田美和 役
- 私の嫌いな探偵（2014年1月 - 3月、テレビ朝日）三木刑事 役
- 鉄子の育て方（2014年4月 - 6月、メ〜テレ）井川さくら 役

### ラジオ
- LeSportsac presents 安田美沙子のトーキョー ポイントラブ （2009年3月 - 2010年8月、TOKYO FM）
- ヤヨイ化学 presents 教えて！壁紙のこと。（2023年1月6日 - 、TBSラジオ）

### ウェブテレビ
- 和田アキ子 史上初の誕生会生中継（2019年4月10日、AbemaTV）[22]

### 映画
- ルナハイツ（2005年12月24日）主演・大月まどり 役
- ザ・コテージ（2006年9月9日）主演・高村志保 役
- ルナハイツ2（2006年12月23日）主演・大月まどり 役
- 荒くれKNIGHT（2007年4月28日）三井雛子 役
- 余命1ヶ月の花嫁（2009年5月）花子 役
- ベイブルース 〜25歳と364日〜（2014年10月） - 高山美貴子 役

### CM・広報
- 日清食品 どん兵衛（2001年）当時、近鉄の中村紀洋と共演
- 東海旅客鉄道（JR東海） 京の冬の旅（2001年12月 - 2002年2月）
- ラウンドラン（2002年10月 - 2003年3月）
- アイフル（2003年10月 - 2006年3月）
- サントリービール（2004年1月 - 12月）
- フォーサイド・ドット・コム For-side PLUS（2004年3月 - 2006年6月）
- アイフォー 筆王2005（2004年9月 - 2005年2月）
- 豊丸産業 美沙子のウキウキ冬休み（2005年4月 - 2008年11月）
- メガハウス ルービックキューブ（2005年7月 - 12月）
- イーフロンティア 筆王2006（2005年9月 - 2007年9月）
- 結婚情報サービス ハピネス イメージガール（2006年5月）
- am/pm カラダにキブンにイイコトクラブ（2007年）
- 資生堂UNOデオドランドスプレー（2007年）
- アメーバピグ （2011年3月28日 - 9月）ほしのあきと共演
- KIRIN 新休む日の0.00%（2012年4月 - 2013年3月）佐々木則夫（なでしこジャパン監督）と共演
- 創味食品（2012年9月 - 2016年9月）
  - 創味のつゆ（2012年9月22日 - ）
  - 焼肉のたれ（2013年4月19日 - ）
  - 創味シャンタンDX（2015年4月1日 - ）山﨑努と共演
- 男子プロバスケットボール Bリーグ（2017年） - オールスターゲーム女子マネージャー[23]

### アニメ
- キャラディのジョークな毎日（2009年4月1日 - 2010年3月31日、東名阪ネット6（幹事：tvk））キャラディ役

### 舞台
- ニコニコミュージカル「クリスマス・キャロル」（2010年12月、博品館劇場）ケイト 役
- 郵便配達夫の恋（2011年7月、PARCO劇場）浦崎あかり 役
- 息吹の瞬間（2012年9月、東京・名古屋・大阪） 佐恵子 役
- 樅ノ木は残った（2013年1月、大阪・新歌舞伎座） 宇乃 役

## 作品

### シングルCD
- may be tomorrow（2003年11月、e-nice）

### Video & DVD
- マーメイドの季節（2002年8月、ポニーキャニオン）
- ミスマガジン2002 Official VIDEO & DVD（2002年10月、TBS）
- Marvelous（2003年6月、ベガファクトリー）
- fruit-chu（2003年9月、フォーサイド・ドット・コム）
- Se-女!（2003年11月、GPミュージアム）
- M.Y（2004年4月、h.m.p）
- Plain（2004年7月、ポニーキャニオン）
- Girlfriend（2004年9月、アクアハウス）
- mixture【Se-女!2】（2004年11月、フォーサイド・ドット・コム）
- MATERIAL GIRL【CMメイキング】（2004年11月、フォーサイド・ドット・コム）
- M・Y Plus（2004年11月、イーネット・フロンティア）
- Beach Angels 安田美沙子 in ゴールドコースト（2004年12月、バップ）
- idol complete RED（2005年1月、ジェネオンエンタテインメント）
- WEST-EAST（2005年2月、集英社）
- Feel（2005年3月、ラインコミュニケーションズ）
- Nature（2005年3月、ラインコミュニケーションズ）
- みちゃ!Summer Vacation（2005年5月、フォーサイド・ドット・コム）
- Honey Bee×2（2005年6月、フォーサイド・ドット・コム）
- HOOP!（2005年6月、フォーサイド・ドット・コム）
- 東京美優 Little Journey（2005年7月、GPミュージアム）
- Micha・nnel -みちゃんねる-（2005年8月、学研）
- 楽園（2005年10月、リバプール）
- Special DVD-BOX（2006年1月、ラインコミュニケーションズ）
- Vivid（2006年3月、フォーサイド・ドットコム）（ウルトラヒロインシリーズ）
- Which?（2006年3月、フォーサイド・ドットコム）
- Relax（2006年4月、ジーオーティー）
- Colopful Doll（2006年4月、フォーサイド・ドットコム）（美女-Hシリーズ）
- Specially（2006年5月、マジカル）
- PREMIUM SELECTION 安田美沙子（2006年9月、イーネット・フロンティア）
- MISA's Kitchen（2006年9月、マーレ）
- Happiness（2006年11月、ラインコミュニケーションズ）
- プレミアDVD-BOX （2007年2月、GPミュージアム）
- みちゃこと行く京都の旅 （2007年4月、ビーエムドットスリー）
- MISAKO'S BASIC（2007年7月、フォーサイド・ドット・コム）
- 4 Pieces BOX（2007年12月、ラインコミュニケーションズ）
- はんなり（2008年10月、フォーサイド・ドット・コム）
- One day in KYOTO（2009年1月、スパイスビジュアル） ブルーレイディスク版も同時発売。
- MICHAEL （2009年7月、イーネット・フロンティア）

### その他
- 目覚まし時計 音声クロック（2003年11月、さくら堂）
- CR安田美沙子のホワイトエンジェル（2005年12月、豊丸産業）
- CR安田美沙子のトロピカルエンジェル（2008年11月、豊丸産業）
- 安田美沙子のmisanna（携帯電話放送「Bee TV」の動画ブログ）
- WEBマガジン Link×（2016年9月 -）料理連載

## 書籍
- 安田美沙子初フォトエッセイ「ミサコキョウヘノボル」（2007年4月、ゴマブックス、ISBN 978-4-7771-0630-1）

### 写真集
- ミスマガジン2002 ガツンとビキニスペシャル（2002年10月、講談社）
- ソロ・ファースト写真集 みさこ（2003年7月、ぶんか社、ISBN 4-8211-2545-5）
- Le Soleil（2004年1月、竹書房、ISBN 4-8124-1504-7）
- ヤングサンデー特別編集 My Future（2004年4月、小学館、ISBN 4-09-372091-6）
- tiara（2004年6月、アクアハウス、ISBN 4-86046-082-0）
- mook写真集 ナマミサ（2004年7月、アスコム、ISBN 4-7762-0187-9）
- Memories（2004年9月、講談社、ISBN 4-06-307859-0）
- 【P】 -pyramid girls×weekly playboy-（2004年10月、集英社、ISBN 4-08-780399-6）
- サブラムック WILD FAIRY（2004年10月、小学館）
- aroma（2004年12月、学研、ISBN 4-05-402475-0）
- バンブームック 近距離恋愛（2005年3月、竹書房、ISBN 4-8124-2024-5）
- 微熱（2005年5月、音楽専科社、撮影：上野勇 ISBN 4-87279-182-7）
- 別冊sabraムック 3COLORS（2005年6月、小学館）
- Loco Misa（2005年8月、小学館）
- まるごと☆みちゃ（2005年11月、学研、ISBN 4-05-603996-8）
- いっしょにいるよ（2006年3月、竹書房、ISBN 4-8124-2596-4）
- monochrome モノクローム（2006年7月、イースト・プレス、ISBN 4-87257-701-9）
- M（2006年11月、講談社、ISBN 4-06-307868-X）
- cho-cho （2009年5月、彩文館出版、ISBN 978-4-7756-0396-3）